# Menelaus (cráter)

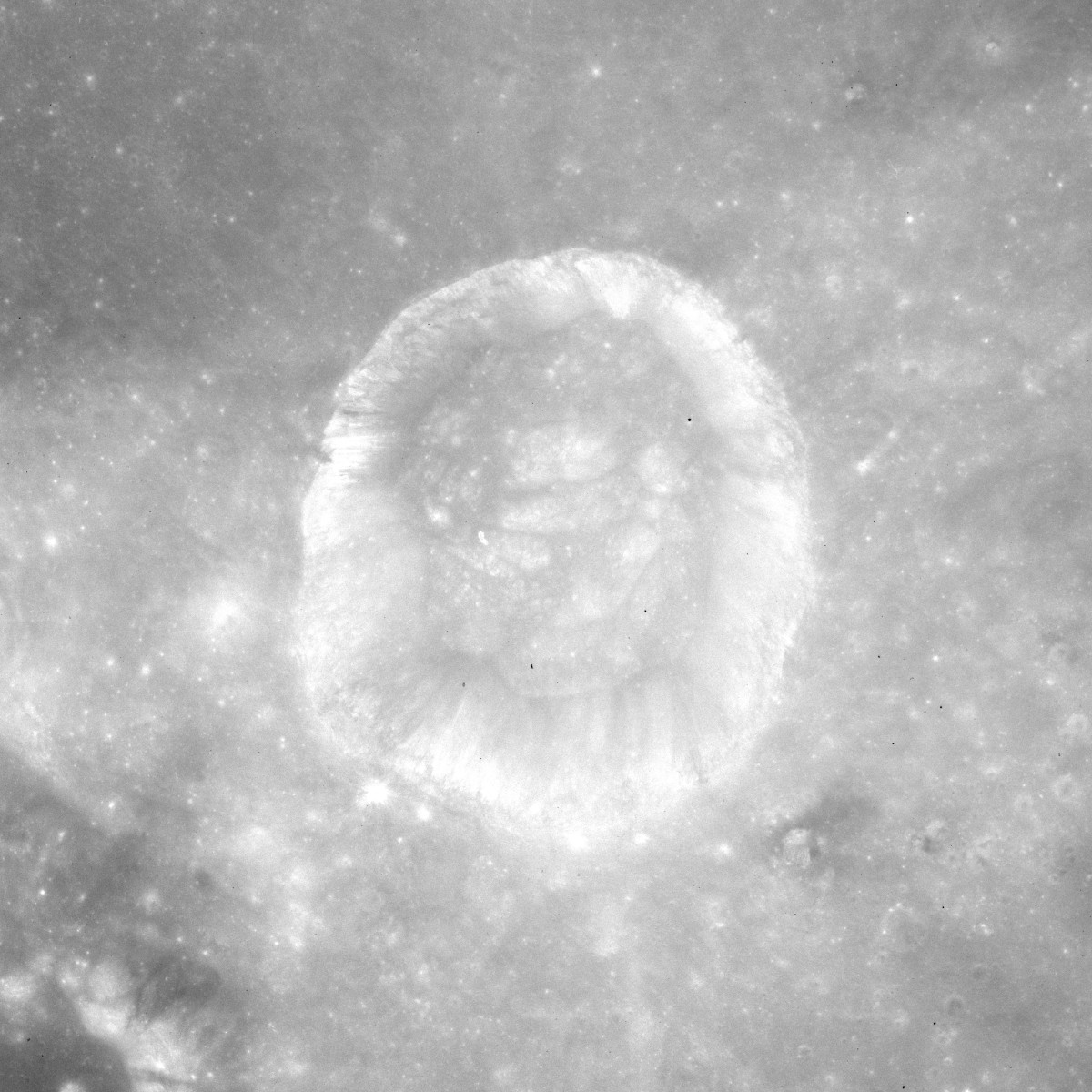
Fotografía de la misión Apolo 15

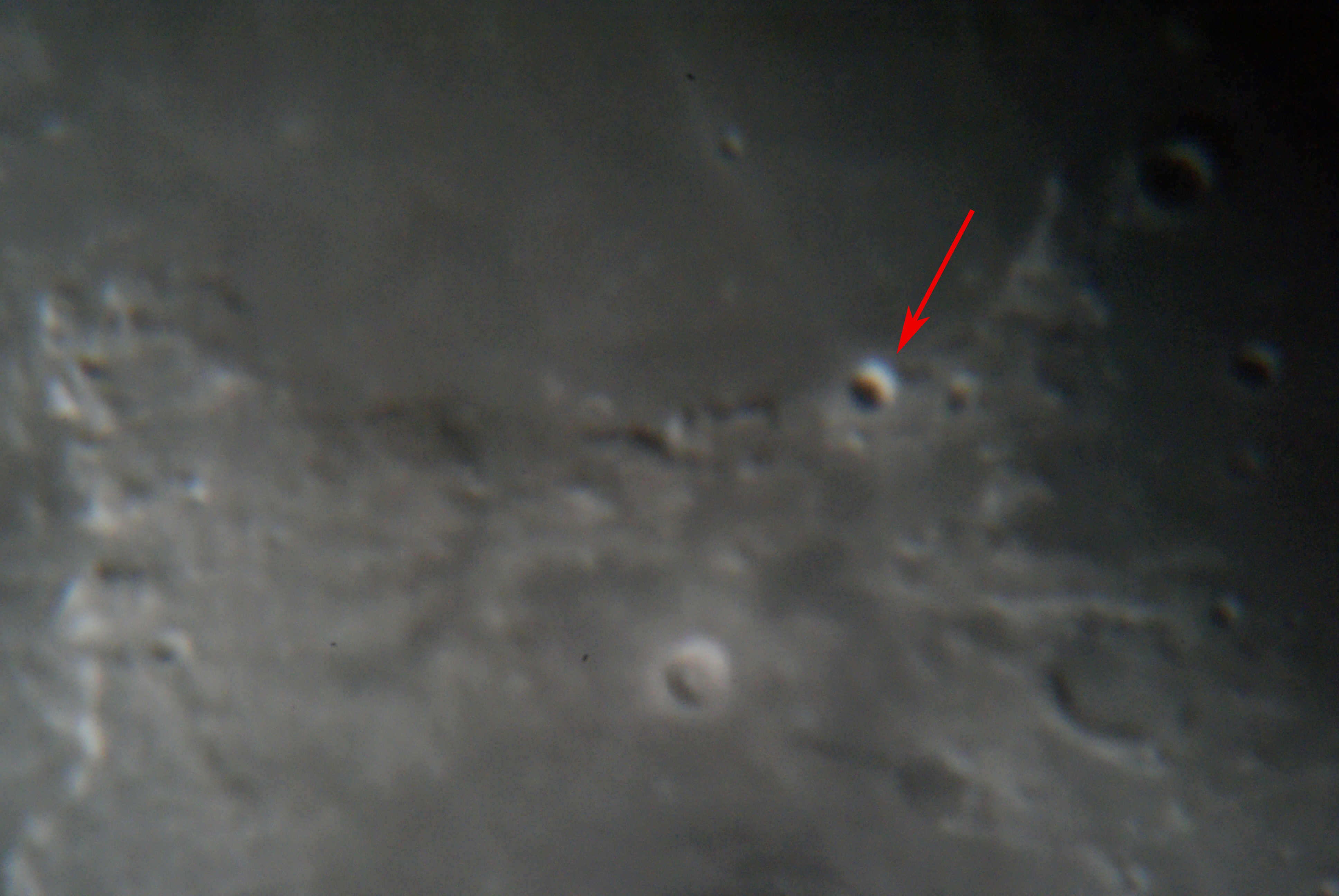
Parte sur del Mare Serenitatis y el cráter Menelao

Menelaus es un cráter de impacto lunar relativamente reciente, ubicado en la costa sur del Mare Serenitatis, cerca del extremo oriental de la cordillera Montes Haemus. Al suroeste se halla el pequeño cráter Auwers, y al suroeste aparece Daubrée, aún más pequeño. Al noreste se localiza un débil sistema de grietas, denominado Rimae Menelaus.
|  |

La pared de Menelaus es de contorno ligeramente irregular, con un borde alto, afilado y paredes interiores aterrazadas. El interior tiene un alto albedo que hace destacar al cráter con el Sol alto. Presenta varias crestas en el suelo. También tiene un sistema de marcas radiales moderado, con el rayo más prominente alineado al norte-noreste a través del Mare Serenitatis. La ubicación de este rayo y el pico central ligeramente descentrado sugieren un impacto en un ángulo relativamente bajo.
Menelao lleva el nombre del astrónomo griego Menelao de Alejandría. Como muchos de los cráteres de la cara visible de la Luna, fue nombrado por Giovanni Battista Riccioli, cuyo sistema de la nomenclatura de 1651 se ha estandardizado. Los cartógrafos lunares anteriores habían dado al cráter diversos nombres. En el mapa de 1645 de Michael van Langren se llamaba "Mariae Imp. Rom." en honor de María de Austria y Portugal, emperatriz del Sacro Imperio Romano-Germánico. y Johannes Hevelius lo llamó "Byzantium (urbs)" en referencia a la ciudad de Bizancio.

## Cráteres satélite
Por convención estos elementos son identificados en los mapas lunares poniendo la letra en el lado del punto medio del cráter que está más cercano a Menelaus.
|          | \| Menelaus \| Coordenadas \| Diámetro \| \| -------- \| ---------------------------- \| -------- \| \| A \| 17°06′N 13°24′E / 17.1, 13.4 \| 7 km \| \| C \| 14°48′N 14°30′E / 14.8, 14.5 \| 4 km \| \| D \| 13°12′N 16°18′E / 13.2, 16.3 \| 4 km \| \| E \| 13°36′N 15°54′E / 13.6, 15.9 \| 3 km \| |          |
| Menelaus | Coordenadas | Diámetro |
| A        | 17°06′N 13°24′E / 17.1, 13.4 | 7 km     |
| C        | 14°48′N 14°30′E / 14.8, 14.5 | 4 km     |
| D        | 13°12′N 16°18′E / 13.2, 16.3 | 4 km     |
| E        | 13°36′N 15°54′E / 13.6, 15.9 | 3 km     |

Los siguientes cráteres han sido renombrados por la UAI:
- Menelaus S -  Véase  Daubrée.